# Timorponny
Timorponnyn är en liten hästras som kommer från ön Timor, som delas mellan Indonesien och Östtimor. Precis som de flesta indonesiska ponnyraserna härstammar Timorponnyn från hästar som fördes från Kina och Mongoliet till öarna med koreanska fiskare men Timorponnyn har ett helt unikt utseende i jämförelse med de andra raserna. Trots att ponnyn är liten och ganska primitiv är den förvånansvärt stark och används bland annat till att fösa kor på ön.  

## Historia

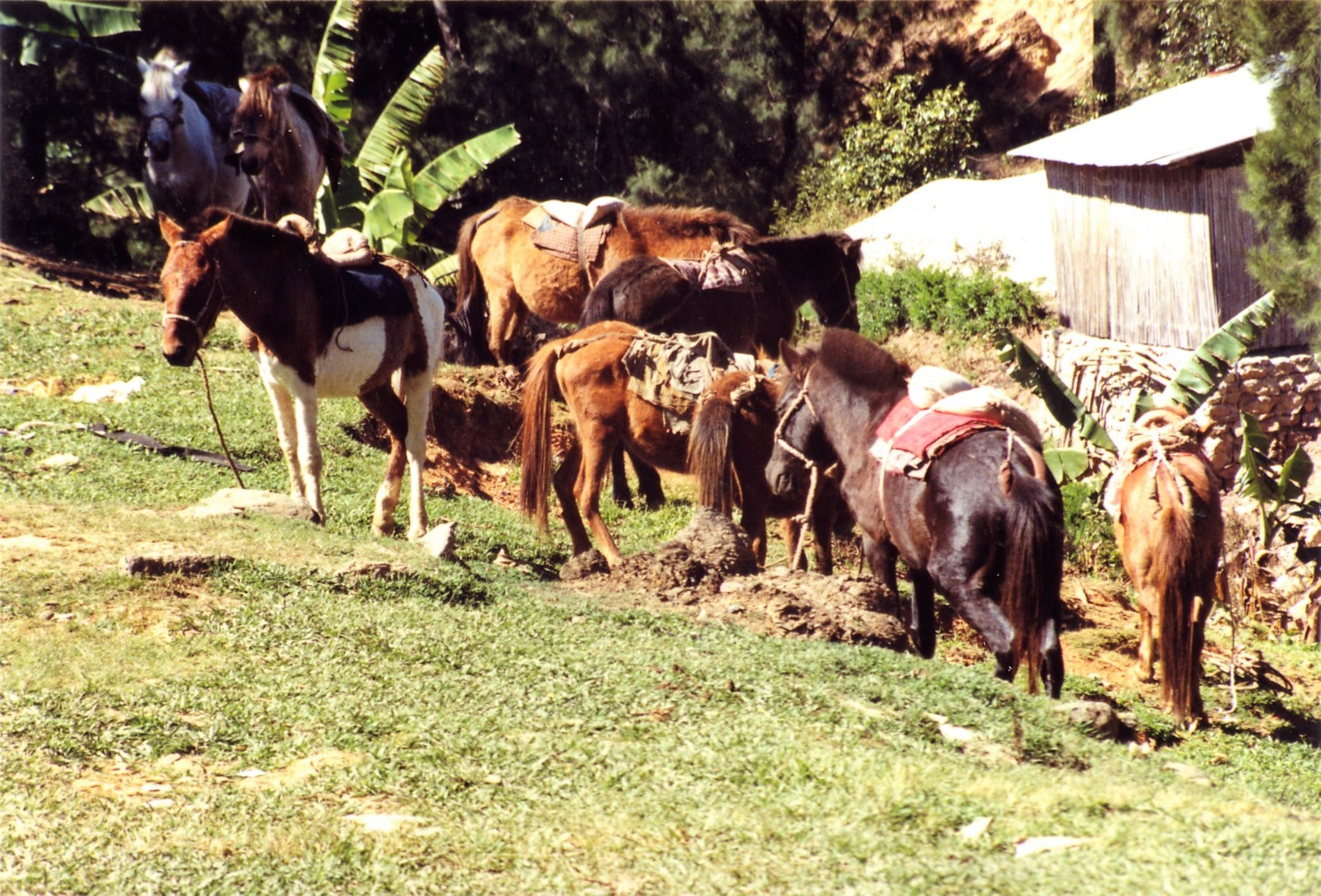
Timorponnyn in Maubisse/Östtimor

De första hästarna som kom till Indonesien var av kinesisk och mongolisk stam, bland annat den asiatiska vildhästen Przewalski, som troligtvis fördes dit av koreanska fiskare för flera tusen år sedan. Några hundra år efter fördes även arabiska fullblod in på öarna av arabiska handelsmän och många av de ganska primitiva ponnyerna blandades ut med arabiskt blod.  
På ön Timor spelade hästen en stor roll. Ön hade portugisiskt styre under 1500-talet men blev en nederländsk koloni under 1600-talet. Man uppskattade att det då gick 1 häst på 6 människor på ön medan det i jämförelse bara gick 1 häst på 200 människor i Malaysia. Ponnyerna och även ridutrustning som t.ex. stigbyglar infördes troligtvis från Indien och under kolonitiderna uppmuntrades invånarna att använda ponnyerna som packdjur och dragare. 
Man tror att det stora antalet hästar berodde mycket på de stora savannerna som gav gott om bete, men det beror även på att portugiserna och holländarnas handelsmän förde med sig många ponnyer till ön. Men aveln blev ändå begränsad till de små Timorhästarna som sällan når över 122 cm. Trots detta användes de av vuxna män inom rancherna, ungefär som indonesiska "cowboys" som till och med utnyttjade lasson på ungefär samma sätt som cowboys i USA kom att göra hundra år senare. 
Australien importerade de första Timorponnyerna 1803 där de användes till att förbättra den australiska ponnystammen och gav bland annat upphov till den atletiska australiska ponnyn. Mot 1900-talet blev ponnyn vanligare som riddjur och 1943 berättade reportern Stuart St Clair i National Geographic (Key to the Indies) att alla, män, kvinnor och även barn, alltid red om de skulle någonstans.

## Egenskaper
Timorponnyerna är härdiga och mångsidiga ponnyer med ädelt utseende. Man och svans är ofta yviga och pälsen len. Timorponnyer har ett ganska stort och kraftigt huvud på en kort men muskulös hals, en framträdande manke, kort rygg och ett sluttande kors med en högt ansatt svans. Skelettet är ganska smalt men benmassan är kompakt och stark. Bogen är ofta ganska rak och benen är lång, slanka och sega med små hårda hovar. Timorponnyer förekommer i alla färger men brun, fux och svart är vanligast. Timorponyerna är ganska små och blir ofta inte högre än 100-120 cm i mankhöjd. 
Timorponnyer har exporterats i stor mängd till Australien där de används flitigt som ridponnyer till barn. De har räknats som en av världens bästa ridponnyer. Timorponnyn är en mycket viktig tillgång på ön och används flitigt som körhäst, ridhäst, drag- och packdjur och även till att fösa kor då den lilla ponnyn är förvånansvärt stark, snabb och uthållig, men samtidigt lugn och lätthanterlig. 